# Discografie van Kevin
Hieronder volgt de discografie van de Nederlandse rapper Kevin, met name zijn albums en zijn nummers met een notering in een hitlijst. 

## Albums
| Album              | Verschijnen       | Label                       | Hitlijsten | Hitlijsten | Hitlijsten | Hitlijsten | Opmerkingen                                                                                |
| Album              | Verschijnen       | Label                       | BE (VL)    | BE (VL)    | NL         | NL         | Opmerkingen                                                                                |
| Album              | Verschijnen       | Label                       | Piek       | Weken      | Piek       | Weken      | Opmerkingen                                                                                |
| ------------------ | ----------------- | --------------------------- | ---------- | ---------- | ---------- | ---------- | ------------------------------------------------------------------------------------------ |
| Kleine versnelling | 9 december 2016   | Rotterdam Airlines          | —          | —          | 3          | 27         | Studioalbum / Goud in Nederland                                                            |
| All Eyez On Us     | 9 juni 2017       | Top Notch                   | 185        | 2          | 2          | 20         | Studioalbum / Samenwerkingsproject met Kempi, Sevn Alias, Josylvio, Vic9, Latifah en Rocks |
| Lente              | 30 maart 2018     | Rotterdam Airlines          | 23         | 25         | 1 (2 wkn)  | 99         | Studioalbum / Platina in Nederland                                                         |
| Vrij               | 3 mei 2019        | Rotterdam Airlines          | 19         | 8          | 1 (2 wkn)  | 66         | Studioalbum / Goud in Nederland                                                            |
| Animal stories     | 4 september 2020  | Noah's Ark                  | 6          | 20         | 1 (2 wkn)  | 127        | Studioalbum / Platina in Nederland                                                         |
| Grote versnelling  | 17 september 2021 | Noah's Ark                  | 10         | 11         | 1 (3 wkn)  | 50         | Studioalbum / Platina in Nederland                                                         |
| Plenty bars        | 15 december 2022  | Noah's Ark                  | 175        | 1          | —          | —          | Extended play                                                                              |
| Wonderland         | 17 november 2023  | Animal Stories / Noah's Ark | 23         | 15         | 1 (2 wkn)  | 72         | Studioalbum / Goud in Nederland                                                            |
| Animalistisch      | 13 december 2024  | Animal Stories / Noah's Ark | 89         | 4          | 2          | 14         | Studioalbum                                                                                |

## Nummers met een notering in een hitlijst
| Lied                                                                             | Verschijnen       | Album                                                   | Hitlijsten | Hitlijsten | Hitlijsten  | Hitlijsten  | Hitlijsten   | Hitlijsten   | Opmerkingen                |
| Lied                                                                             | Verschijnen       | Album                                                   | BE (VL)    | BE (VL)    | NL (Top 40) | NL (Top 40) | NL (Top 100) | NL (Top 100) | Opmerkingen                |
| Lied                                                                             | Verschijnen       | Album                                                   | Piek       | Weken      | Piek        | Weken       | Piek         | Weken        | Opmerkingen                |
| -------------------------------------------------------------------------------- | ----------------- | ------------------------------------------------------- | ---------- | ---------- | ----------- | ----------- | ------------ | ------------ | -------------------------- |
| Beweging (met Sevn Alias)                                                        | 15 januari 2016   | Twenty four Sevn 2 (van Sevn Alias)                     | —          | —          | —           | —           | 94           | 1            |                            |
| Langs je rij (met SBMG)                                                          | 11 maart 2016     | Richting kraaie (van SBMG)                              | —          | —          | —           | —           | 93           | 1            |                            |
| Dribbel (met Sevn Alias en Young'mills)                                          | 12 juni 2016      | Twenty four Sevn 3 (van Sevn Alias)                     | —          | —          | —           | —           | 92           | 2            |                            |
| Wazig (met Crooks)                                                               | 15 juli 2016      | Gate 16 (van label Rotterdam Airlines)                  | —          | —          | —           | —           | 98           | 1            | Goud in Nederland          |
| Turnen (met Sevn Alias en Jairzinho)                                             | 28 oktober 2016   | Trap grammy (van Sevn Alias)                            | —          | —          | tip1        | —           | 25           | 12           | Goud in Nederland          |
| On the low (met Josylvio, Adje en D-Double)                                      | 1 november 2016   | —                                                       | —          | —          | —           | —           | 71           | 1            |                            |
| Waarom (met Sevn Alias)                                                          | 9 december 2016   | Kleine versnelling                                      | —          | —          | tip2        | —           | 16           | 10           | Platina in Nederland       |
| Ren voor ons (met Lijpe)                                                         | 9 december 2016   | Kleine versnelling                                      | —          | —          | —           | —           | 32           | 2            | Goud in Nederland          |
| In de streets (met Lijpe, Sevn Alias, Kippie en Vic9)                            | 9 december 2016   | Kleine versnelling                                      | —          | —          | —           | —           | 36           | 2            |                            |
| Ver voor die money (met Momi)                                                    | 9 december 2016   | Kleine versnelling                                      | —          | —          | —           | —           | 38           | 2            |                            |
| Trage flow                                                                       | 9 december 2016   | Kleine versnelling                                      | —          | —          | —           | —           | 47           | 1            |                            |
| Intro (Kleine versnelling)                                                       | 9 december 2016   | Kleine versnelling                                      | —          | —          | —           | —           | 53           | 1            |                            |
| Future bright (met Opium Lotus)                                                  | 9 december 2016   | Kleine versnelling                                      | —          | —          | —           | —           | 65           | 1            |                            |
| Stack die money (met Momi)                                                       | 9 december 2016   | Kleine versnelling                                      | —          | —          | —           | —           | 72           | 1            |                            |
| Moodswings (met Shanee)                                                          | 9 december 2016   | Kleine versnelling                                      | —          | —          | —           | —           | 78           | 1            |                            |
| Doorgaan (met Jairzinho, Josylvio, BKO en Vic9)                                  | 31 maart 2017     | Gouden plaat (van Jairzinho)                            | —          | —          | —           | —           | 77           | 7            | Goud in Nederland          |
| Lange weg (met Jonna Fraser)                                                     | 14 april 2017     | Jonathan (van Jonna Fraser)                             | —          | —          | —           | —           | 79           | 1            |                            |
| Abu Dhabi (met Josylvio, Vic9 en Sevn Alias)                                     | 28 april 2017     | 2 gezichten (van Josylvio)                              | —          | —          | —           | —           | 30           | 4            | Goud in Nederland          |
| Double up (met Josylvio en Hef)                                                  | 28 april 2017     | 2 gezichten (van Josylvio)                              | —          | —          | —           | —           | 53           | 2            | Goud in Nederland          |
| Money like we (met Sevn Alias, Josylvio en Kempi)                                | 9 juni 2017       | All Eyez On Us                                          | —          | —          | —           | —           | 23           | 7            | Goud in Nederland          |
| Mami iz a ridah (met Kempi, Josylvio en Sevn Alias)                              | 9 juni 2017       | All Eyez On Us                                          | —          | —          | —           | —           | 65           | 2            |                            |
| Allemaal voor niks (met Hef en Vic9)                                             | 4 augustus 2017   | —                                                       | —          | —          | —           | —           | 68           | 2            | Goud in Nederland          |
| Spullen op mij (met Johnny Sellah)                                               | 18 augustus 2018  | Gate 17 (van label Rotterdam Airlines)                  | —          | —          | —           | —           | 96           | 1            |                            |
| Flu & tip (met Sevn Alias)                                                       | 6 oktober 2017    | Picasso (van Sevn Alias)                                | —          | —          | —           | —           | 42           | 2            |                            |
| Wejo (met Bangbros, Hef en Murda)                                                | 6 oktober 2017    | Bruin brood (van Bangbros, Hef en Murda)                | —          | —          | —           | —           | 76           | 2            |                            |
| Als ik naar huis ga (met Hef en Sevn Alias)                                      | 15 december 2017  | Geit (van Hef)                                          | —          | —          | —           | —           | 42           | 2            | Goud in Nederland          |
| Niet alleen (met Emms)                                                           | 9 februari 2018   | Lente                                                   | —          | —          | —           | —           | 19           | 6            | Goud in Nederland          |
| Gold chain (met Josylvio en Yade Lauren)                                         | 23 februari 2018  | Hella cash (van Josylvio)                               | —          | —          | —           | —           | 27           | 3            |                            |
| Tijdloos                                                                         | 2 maart 2018      | Lente                                                   | tip        | —          | —           | —           | 25           | 6            | Goud in Nederland          |
| Beetje moe (met Lil' Kleine en Chivv)                                            | 23 maart 2018     | Lente                                                   | tip26      | —          | 15          | 9           | 1 (1 wk)     | 21           | Dubbelplatina in Nederland |
| Sunshine (met Sigourney K)                                                       | 30 maart 2018     | Lente                                                   | —          | —          | —           | —           | 27           | 8            | Goud in Nederland          |
| Altijd real                                                                      | 30 maart 2018     | Lente                                                   | —          | —          | —           | —           | 33           | 2            |                            |
| Dakje open                                                                       | 30 maart 2018     | Lente                                                   | —          | —          | —           | —           | 36           | 3            |                            |
| Je body (met Boef)                                                               | 30 maart 2018     | Lente                                                   | —          | —          | —           | —           | 41           | 2            |                            |
| Money (met Josylvio)                                                             | 30 maart 2018     | Lente                                                   | —          | —          | —           | —           | 54           | 1            |                            |
| Gelijk gelijk (met Sevn Alias)                                                   | 30 maart 2018     | Lente                                                   | —          | —          | —           | —           | 55           | 1            |                            |
| Migraine (met 3robi)                                                             | 30 maart 2018     | Lente                                                   | —          | —          | —           | —           | 62           | 1            |                            |
| Barzalona (met D-Double en Lijpe)                                                | 30 maart 2018     | Lente                                                   | —          | —          | —           | —           | 66           | 1            |                            |
| Blijf true                                                                       | 30 maart 2018     | Lente                                                   | —          | —          | —           | —           | 73           | 1            |                            |
| Meid uit de hood (met Jonna Fraser)                                              | 30 maart 2018     | Lente                                                   | —          | —          | —           | —           | 83           | 1            |                            |
| Knowledge (met Esko, Emms en Hef)                                                | 20 april 2018     | Beats by Esko (van Esko)                                | —          | —          | —           | —           | 58           | 1            |                            |
| Life (met Daniël Busser)                                                         | 1 juni 2018       | Adrenaline (van Daniël Busser)                          | tip        | —          | —           | —           | —            | —            |                            |
| Niet huilen (met Hef en Jayboogz)                                                | 24 augustus 2018  | —                                                       | —          | —          | —           | —           | 79           | 1            |                            |
| Brother (met Sevn Alias)                                                         | 31 augustus 2018  | Recasso (van Sevn Alias)                                | —          | —          | —           | —           | 97           | 1            |                            |
| Señorita (met Young Ellens, Josylvio en BKO)                                     | 9 november 2018   | —                                                       | —          | —          | —           | —           | 17           | 8            | Platina in Nederland       |
| Wavey (met Momi)                                                                 | 16 november 2018  | Topspul (van Momi)                                      | —          | —          | —           | —           | 83           | 1            |                            |
| De wereld is van jou (met Hef)                                                   | 25 januari 2019   | Koud (van Hef)                                          | tip        | —          | —           | —           | 15           | 5            | Goud in Nederland          |
| Insta (met Bizzey)                                                               | 1 maart 2019      | —                                                       | —          | —          | —           | —           | 25           | 3            |                            |
| Lelijk                                                                           | 15 maart 2019     | Vrij                                                    | —          | —          | —           | —           | 53           | 1            |                            |
| Paraplu (met Murda)                                                              | 29 maart 2019     | Vrij                                                    | —          | —          | —           | —           | 65           | 3            |                            |
| Zielige gozer (met Bizzey)                                                       | 26 april 2019     | Vrij                                                    | —          | —          | —           | —           | 20           | 6            |                            |
| In de coupe (met Chivv)                                                          | 3 mei 2019        | Vrij                                                    | —          | —          | —           | —           | 35           | 6            |                            |
| 24 uur                                                                           | 3 mei 2019        | Vrij                                                    | —          | —          | —           | —           | 41           | 4            | Goud in Nederland          |
| Vrij                                                                             | 3 mei 2019        | Vrij                                                    | —          | —          | —           | —           | 61           | 1            |                            |
| Bij mij (met Idaly)                                                              | 3 mei 2019        | Vrij                                                    | —          | —          | —           | —           | 63           | 1            |                            |
| Drama (met Sevn Alias)                                                           | 3 mei 2019        | Vrij                                                    | —          | —          | —           | —           | 71           | 1            |                            |
| Mapima (met Bizzey, LouiVos en Yung Felix)                                       | 17 mei 2019       | Tido (van Bizzey)                                       | —          | —          | —           | —           | 27           | 6            |                            |
| Kilometers (met Lijpe)                                                           | 2 augustus 2019   | —                                                       | tip        | —          | —           | —           | 24           | 12           | Goud in Nederland          |
| De pijn (met Equalz)                                                             | 22 augustus 2019  | Jongens uit de havenstad (van Equalz)                   | —          | —          | —           | —           | 71           | 1            |                            |
| Scherp (met Ashafar)                                                             | 13 september 2019 | La vie (van Ashafar)                                    | tip31      | —          | tip11       | —           | 16           | 6            |                            |
| Get mine (met Josylvio)                                                          | 4 oktober 2019    | Gimma (van Josylvio)                                    | —          | —          | —           | —           | 43           | 2            |                            |
| Hometown (met Snelle en Hef)                                                     | 25 oktober 2019   | Vierentwintig (van Snelle)                              | —          | —          | —           | —           | 10           | 5            |                            |
| 24/7 (met Sevn Alias en Hef)                                                     | 28 november 2019  | Twenty four Sevn 4 (van Sevn Alias)                     | —          | —          | —           | —           | 67           | 1            |                            |
| Back 2 back (met Sevn Alias)                                                     | 28 november 2019  | Twenty four Sevn 4 (van Sevn Alias)                     | —          | —          | —           | —           | 79           | 1            |                            |
| Hyena's (met Idaly en Hef)                                                       | 2 januari 2020    | Jungle (van Idaly)                                      | tip        | —          | tip14       | —           | 22           | 5            | Goud in Nederland          |
| Villa (met Spanker en Jonna Fraser)                                              | 27 april 2020     | Spanker sessions (van Spanker)                          | —          | —          | —           | —           | 76           | 1            |                            |
| Gordelweg                                                                        | 22 mei 2020       | Animal stories                                          | tip        | —          | tip2        | —           | 1 (1 wk)     | 15           | Platina in Nederland       |
| Langzaam (met Lijpe)                                                             | 10 juli 2020      | Animal stories                                          | tip        | —          | tip6        | —           | 9            | 7            | Goud in Nederland          |
| 1000 tranen (met Hef en ADF Samski)                                              | 24 juli 2020      | Fresh prince van Noord (van ADF Samski)                 | —          | —          | —           | —           | 27           | 5            |                            |
| Als ik je niet zie (met Yade Lauren)                                             | 7 augustus 2020   | Animal stories                                          | tip27      | —          | 29          | 3           | 2            | 48           | dubbelplatina in Nederland |
| Ietsjes later                                                                    | 28 augustus 2020  | Animal stories                                          | tip        | —          | 31          | 3           | 5            | 9            | Goud in Nederland          |
| Profiteren (met Henkie T)                                                        | 31 augustus 2020  | Netwerk (van Henkie T)                                  | —          | —          | —           | —           | 38           | 1            |                            |
| Ik kom je halen (met Idaly en Josylvio)                                          | 18 september 2020 | Animal stories                                          | tip23      | —          | —           | —           | 6            | 25           | Platina in Nederland       |
| Family (met Idaly)                                                               | 9 oktober 2020    | Eerlijk (van Idaly)                                     | —          | —          | —           | —           | 97           | 2            |                            |
| Allemaal zo zijn (met $hirak en Lijpe)                                           | 23 oktober 2020   | Talou (van $hirak)                                      | —          | —          | —           | —           | 38           | 2            |                            |
| Beautiful life                                                                   | 20 november 2020  | Animal stories                                          | —          | —          | —           | —           | 36           | 2            |                            |
| Hosselaar (met Josylvio en Sevn Alias)                                           | 11 december 2020  | Abu Omar (van Josylvio)                                 | tip20      | —          | tip8        | —           | 3            | 13           | Goud in Nederland          |
| Bagage (met Hef en Idaly)                                                        | 17 december 2020  | Rook (van Hef)                                          | tip        | —          | tip14       | —           | 32           | 5            |                            |
| Bakstenen (met Lijpe)                                                            | 5 maart 2021      | Verzegeld (van Lijpe)                                   | —          | —          | tip10       | —           | 11           | 6            |                            |
| Geen hype (met JoeyAK en Lil' Kleine)                                            | 12 maart 2021     | Bodemboy (van JoeyAK)                                   | tip        | —          | tip9        | —           | 7            | 10           | Goud in Nederland          |
| Fisherman                                                                        | 2 april 2021      | Grote versnelling                                       | tip        | —          | tip10       | —           | 17           | 11           | Goud in Nederland          |
| Eigenaar (met Spanker, Frenna, Murda, Idaly en Hef)                              | 16 april 2021     | —                                                       | —          | —          | —           | —           | 40           | 3            |                            |
| Blijf geloven                                                                    | 18 juni 2021      | —                                                       | —          | —          | tip16       | —           | 23           | 3            |                            |
| Praat met mij (met Idaly en Yade Lauren)                                         | 9 juli 2021       | Grote versnelling                                       | —          | —          | tip3        | —           | 10           | 18           | Goud in Nederland          |
| Adem je in (met S10 en Frenna)                                                   | 23 juli 2021      | Ik besta voor altijd zolang jij aan mij denkt (van S10) | —          | —          | 15          | 8           | 3            | 42           | Platina in Nederland       |
| Buurthuis                                                                        | 20 augustus 2021  | Grote versnelling                                       | —          | —          | tip16       | —           | 20           | 4            |                            |
| Samen (met Yade Lauren)                                                          | 10 september 2021 | Grote versnelling                                       | —          | —          | tip1        | —           | 4            | 21           | Goud in Nederland          |
| Hide 'n seek (met Frenna)                                                        | 17 september 2021 | Grote versnelling                                       | —          | —          | —           | —           | 18           | 4            |                            |
| Lightweight (met KA)                                                             | 17 september 2021 | Grote versnelling                                       | —          | —          | —           | —           | 23           | 2            |                            |
| Betalen voor dit (met Rotjoch, Idaly, Frenna en Dopebwoy)                        | 4 maart 2022      | Float (van Rotjoch)                                     | —          | —          | —           | —           | 44           | 2            |                            |
| Airmax BW                                                                        | 3 juni 2022       | Wonderland                                              | —          | —          | tip11       | —           | 7            | 5            | Goud in Nederland          |
| Wie is die man                                                                   | 22 juli 2022      | —                                                       | —          | —          | —           | —           | 35           | 2            |                            |
| Swim deep (met Yade Lauren en Cho)                                               | 23 september 2022 | —                                                       | —          | —          | tip6        | —           | 9            | 9            |                            |
| Maasvlakte (met KA)                                                              | 17 november 2022  | Recklezz (van KA)                                       | —          | —          | —           | —           | 36           | 2            |                            |
| Bushokje                                                                         | 15 december 2022  | Plenty bars (ep)                                        | —          | —          | tip7        | —           | 18           | 21           | Goud in Nederland          |
| Underdogs (met Emms)                                                             | 15 december 2022  | Plenty bars (ep)                                        | —          | —          | —           | —           | 78           | 1            |                            |
| Class (met Murda)                                                                | 15 december 2022  | Plenty bars (ep)                                        | —          | —          | —           | —           | 90           | 1            |                            |
| Jij weet (met Idaly)                                                             | 26 januari 2023   | Betty (van Idaly)                                       | —          | —          | —           | —           | 53           | 3            |                            |
| Kipstraat (met JoeyAK)                                                           | 3 maart 2023      | Wonderland                                              | —          | —          | tip3        | —           | 6            | 13           | Goud in Nederland          |
| Trust (met Yade Lauren)                                                          | 28 april 2023     | Wonderland                                              | —          | —          | 19          | 5           | 1 (1 wk)     | 15           | Goud in Nederland          |
| Kameraden voor het leven (met ADF Samski, Hef, Emms, Ronnie Flex, Sjef en Jahma) | 12 mei 2023       | —                                                       | —          | —          | —           | —           | 56           | 1            |                            |
| Hermanos (met Djaga Djaga en Emms)                                               | 21 juli 2023      | Beschadigd (van Djaga Djaga)                            | —          | —          | —           | —           | 70           | 1            |                            |
| Vanzelfsprekend                                                                  | 18 augustus 2023  | Wonderland                                              | —          | —          | tip11       | —           | 33           | 2            |                            |
| Niemand (met KA en Ronnie Flex)                                                  | 29 september 2023 | Wonderland                                              | —          | —          | tip11       | —           | 25           | 2            |                            |
| De leven (met S10)                                                               | 3 november 2023   | Wonderland                                              | —          | —          | 17          | 8           | 1 (3 wkn)    | 11           |                            |
| Omhoog                                                                           | 16 november 2023  | Wonderland                                              | —          | —          | —           | —           | 14           | 3            |                            |
| Frontline (met Jonna Fraser)                                                     | 16 november 2023  | Wonderland                                              | —          | —          | —           | —           | 17           | 3            |                            |
| Darling (met KM)                                                                 | 16 november 2023  | Wonderland                                              | —          | —          | tip6        | —           | 35           | 4            |                            |